# Вікторія Толстой
Луїза Вікторія Толстой (швед. Louise Viktoria Tolstoy, уроджена Чельберг, швед. Kjellberg; нар. 29 липня 1974, Сигтуна, Швеція) — шведська джазова співачка, відома під псевдонімом Леді-джаз також далеко за межами своєї країни. Неодноразово входить до числа найпопулярніших джазових виконавців Скандинавії. За час своєї кар'єри випустила 8 альбомів.
В своїх роботах неодноразово звертається до класичних російських композиторів, таких як Чайковський, Бородін, Рахманінов, а також Висоцький.

## Життєпис

### Походження
Дитинство Вікторія Толстой провела в Сигтуні та Уппсалі. Вона донька музиканта і викладача музики в Уппсальського університету Еріка Чельберга і праправнучка російського письменника Льва Толстого по материнській лінії.
За її власним визнанням, російської мови не знає і твори свого знатного прапрадіда не читала.

### Кар'єра

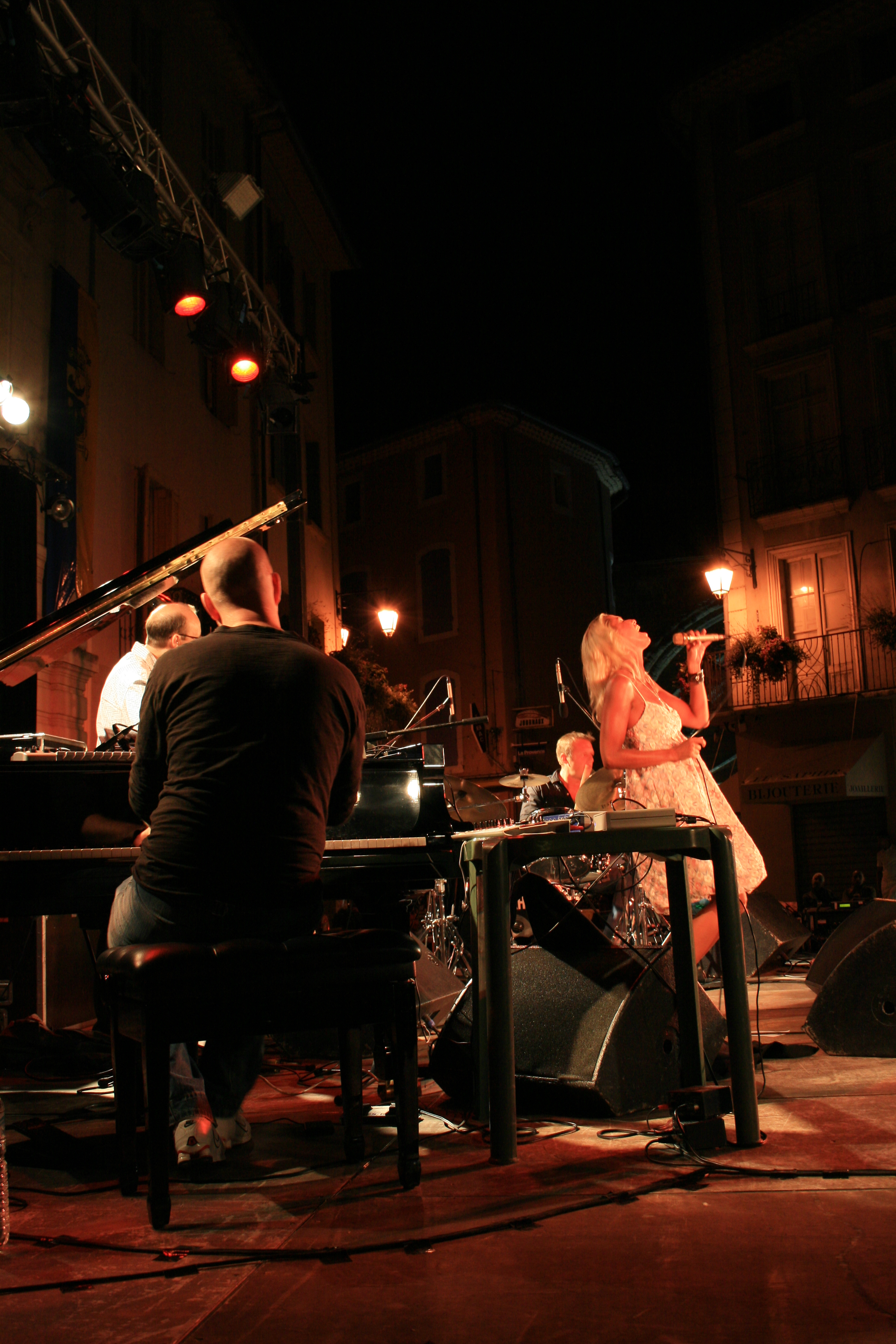
На Помаранчевому фестивалі у 2007 році

Співачка дебютувала в 1994 році разом з альбомом «Smile, Love and Spice» у співавторстві зі своїм батьком. Після цього Вікторія Толстой швидко стала популярною в Швеції і отримала запрошення співпрацювати з американською джазовою студією Blue Note, де і записала свій відомий альбом «White Russian». Далі Вікторія співпрацювала з німецьким лейблом і випустила п'ятий за рахунком «Shining On You».
Вікторія Толстой ніколи не виступає сольно. Її партнерами в різні періоди на сцені і в студіях звукозапису серед інших були Маккой Тайнер, Рей Браун, Тутс Тілемансі та Бенні Андерсон, в тандемі з яким Вікторія записала кілька пісень Нільса Ландгрена на легендарний диск Funky ABBA.

## Захоплення
Вважає, що вибрала джаз, тому що цей музичний жанр дає більшу свободу імпровізації.
В інтерв'ю::

<...>Все життя я тільки співала, у мене не було інших інтересів. Відучившись два роки в гімназії по музичній лінії, вступила до Вищої музичної школи в Інгесунді, провінція Вермланд. Мене прийняли, але я забрала документи, вирішивши, що всьому необхідному навчуся, виступаючи на сцені. Проте тато, безумовно, зіграв значну роль в моєму музичному розвитку. І я дуже рада, що саме він і ніхто інший допоміг мені стати професійною співачкою. А ось чи можу я подати своїх дітей в цій професії... Найважливіше, щоб вони займалися тим, що їм дійсно до душі. Хоча, зрозуміло, на них впливає те, що музика постійно звучить вдома, а всі наші друзі - музиканти. Так, діти обожнюють грати на музичних інструментах, співати і танцювати. Подивимося, що буде, коли вони підростуть. <...>

### Особисте життя
Сім років Вікторія Толстой перебувала у шлюбі з модельєром і скейтбордистом Пером Голькнетом. Вони розлучилися в 2008 році. В цей же час у Вікторії починаються стосунки зі шведським джазовим барабанщиком Расмусом Чельбергом, разом з яким виховує сина. Зараз проживає зі своєю сім'єю в Мальме.

## Дискографія
- 1994 — Smile, Love and Spices
- 1996 — För Älskad
- 1997 — White Russian
- 2001 — Blame It On My Youth
- 2004 — Shining on You Richard Spencer
- 2005 — My Heart Swedish
- 2006 — Pictures Of Me
- 2008 — My Russian Soul
- 2011 — Letters to Herbie